# Футбольні зірки України
Футбольні зірки України — церемонія вручення нагород найкращим футболісткам і футболістам України попереднього року, заснована 2016 року за ініціативи Української асоціації футболу та Всеукраїнської асоціації футболістів-професіоналів.

## Історія
Перша церемонія відбулась 12 грудня 2016 року на НСК «Олімпійській». Друга — 8 грудня 2017 року там само.
У 2018 року третя церемонія була перенесена через воєнний стану в країні, і нагородження «Футбольні зірки України-2018» пройшло в скороченому форматі перед фінальним матчем Кубка України в травні 2019 року.
Церемонію 2019 року, що відбулась 2 грудня на НСК «Олімпійській», «Динамо» (Київ) проігнорували у повному складі через конфлікт із федерацією.
Ювілейна 5 церемонія, «Футбольні зірки України-2020», через пандемію COVID-19 пройшла 15 лютого 2021 року в онлайн-форматі.

## Номінації

### Найкращий футболіст
| Рік  | Футболіст        | Клуб               |
| ---- | ---------------- | ------------------ |
| 2016 | Андрій Ярмоленко | «Динамо» (Київ)    |
| 2017 | Марлос           | «Шахтар» (Донецьк) |
| 2018 | Марлос           | «Шахтар» (Донецьк) |
| 2019 | Тайсон           | «Шахтар» (Донецьк) |
| 2020 | Віктор Циганков  | «Динамо» (Київ)    |

### Найкраща футболістка
| Рік  | Футболістка       | Клуб                  |
| ---- | ----------------- | --------------------- |
| 2016 | Ольга Овдійчук    | «Житлобуд-1» (Харків) |
| 2017 | Ольга Овдійчук    | «Житлобуд-1» (Харків) |
| 2018 | Дарина Апанащенко | «Житлобуд-1» (Харків) |
| 2019 | Дарина Апанащенко | «Житлобуд-1» (Харків) |
| 2020 | Дарина Апанащенко | «Житлобуд-1» (Харків) |

### Найкращий тренер чоловічих команд
| Рік  | Тренер          | Клуб               |
| ---- | --------------- | ------------------ |
| 2016 | Юрій Вернидуб   | «Зоря» (Луганськ)  |
| 2017 | Паулу Фонсека   | «Шахтар» (Донецьк) |
| 2018 | Юрій Вернидуб   | «Зоря» (Луганськ)  |
| 2019 | Андрій Шевченко | збірна України     |
| 2020 | Віктор Скрипник | «Зоря» (Луганськ)  |

### Найкращий тренер жіночих команд
| Рік  | Тренер           | Клуб                           |
| ---- | ---------------- | ------------------------------ |
| 2016 | Наталія Зінченко | «Житлобуд-2» і Україна (WU-19) |
| 2017 | Наталія Зінченко | «Житлобуд-2» і Україна (WU-19) |
| 2018 | Наталія Зінченко | «Житлобуд-2» і Україна (WU-19) |
| 2019 | Роман Заєв       | «Восход» (Стара Маячка)        |
| 2020 | Роман Заєв       | «Восход» (Стара Маячка)        |

### Найкращий тренер чоловічих команд, що працює за кордоном
| Рік  | Тренер        | Клуб          |
| ---- | ------------- | ------------- |
| 2020 | Сергій Ребров | «Ференцварош» |

### Найкращий український легіонер
| Рік  | Футболіст           | Клуб             |
| ---- | ------------------- | ---------------- |
| 2019 | Олександр Зінченко  | «Манчестер Сіті» |
| 2020 | Руслан Маліновський | «Аталанта»       |

### Найкращий легіонер, що грає в Україні
| Рік  | Футболіст | Клуб               |
| ---- | --------- | ------------------ |
| 2020 | Тайсон    | «Шахтар» (Донецьк) |

### Найкращий голкіпер серед чоловіків
| Рік  | Голкіпер     | Клуб               |
| ---- | ------------ | ------------------ |
| 2019 | Андрій Пятов | «Шахтар» (Донецьк) |

### Найкращий голкіпер серед жінок
| Рік  | Голкіпер        | Клуб         |
| ---- | --------------- | ------------ |
| 2019 | Катерина Самсон | «Житлобуд-2» |

### Найкращий арбітр
| Рік  | Арбітр             | Регіон           |
| ---- | ------------------ | ---------------- |
| 2016 | Микола Балакін     | Київська область |
| 2017 | Юрій Можаровський  | Львів            |
| 2018 | Віктор Копієвський | Кропивницький    |
| 2019 | Віктор Копієвський | Кропивницький    |

### Автор найкращого голу
| Рік  | Тренер             | Клуб               | Суперник           | Дата               | Відео              |
| ---- | ------------------ | ------------------ | ------------------ | ------------------ | ------------------ |
| 2016 | Сергій Сидорчук    | «Динамо» (Київ)    | «Дніпро»           | 6 листопада        | Гол на YouTube     |
| 2017 | Марлос             | «Шахтар» (Донецьк) | «Динамо» (Київ)    | 17 травня          | Гол на YouTube     |
| 2018 | Не нагороджувались | Не нагороджувались | Не нагороджувались | Не нагороджувались | Не нагороджувались |
| 2019 | Надія Іванченко    | Україна (WU-17)    | Сербія (WU-17)     | 20 жовтня          | Гол на YouTube     |
| 2020 | Геннадій Пасіч     | «Верес»            | «Гірник-Спорт»     | 25 листопада       | Гол на YouTube     |

### Найкращий футболіст з інвалідністю
| Рік  | Футболіст         | Команда                      |
| ---- | ----------------- | ---------------------------- |
| 2016 | Тарас Дутко       | Україна 7x7                  |
| 2017 | Костянтин Симашко | Україна 7x7                  |
| 2018 | Віталій Романчук  | Україна 7x7                  |
| 2019 | Дмитро Українець  | Дефлімпійська збірна України |

### Найкращий гравець у студентському футболі
| Рік  | Футболіст         | Клуб |
| ---- | ----------------- | ---- |
| 2019 | Юрій Заставецький | ТНПУ |

### Найкращий гравець із пляжного футболу серед чоловіків
| Рік  | Футболіст           | Команда                          |
| ---- | ------------------- | -------------------------------- |
| 2016 | Віталій Сидоренко   | «Артур М'юзік» (Київ)            |
| 2017 | Олег Зборовський    | «Вибір» (Дніпро)                 |
| 2018 | Олександр Корнійчук | ХІТ (Київ)                       |
| 2019 | Андрій Неруш        | «Євроформат-Бодон», «ВІТ» (Київ) |
| 2020 | Максим Войток       | «ВІТ» (Київ)                     |

### Найкращий гравець із пляжного футболу серед  жінок
| Рік  | Футболістка    | Команда      |
| ---- | -------------- | ------------ |
| 2020 | Марія Тихонова | «ВІТ» (Київ) |

### Найкращий гравець із футзалу серед чоловіків
| Рік  | Футзаліст     | Команда              |
| ---- | ------------- | -------------------- |
| 2016 | Сергій Журба  | ХІТ (Київ)           |
| 2017 | Сергій Журба  | ХІТ (Київ)           |
| 2018 | Петро Шотурма | «Продексім» (Херсон) |
| 2019 | Кирило Ципун  | «Продексім» (Херсон) |
| 2020 | Петро Шотурма | «Продексім» (Херсон) |

### Найкращий гравець із футзалу серед жінок
| Рік  | Футболістка     | Команда      |
| ---- | --------------- | ------------ |
| 2020 | Ксенія Гриценко | «Ель-Кувейт» |

### Найкращий молодий футболіст
| Рік  | Футболіст         | Клуб               |
| ---- | ----------------- | ------------------ |
| 2016 | Віктор Коваленко  | «Шахтар» (Донецьк) |
| 2017 | Віктор Циганков   | «Динамо» (Київ)    |
| 2018 | Віктор Циганков   | «Динамо» (Київ)    |
| 2019 | Віталій Миколенко | «Динамо» (Київ)    |
| 2020 | Ілля Забарний     | «Динамо» (Київ)    |

### Найкраща молода футболістка
| Рік  | Футболістка  | Клуб          |
| ---- | ------------ | ------------- |
| 2019 | Юлія Христюк | «ЕМС-Поділля» |

### Найкраща футбольна школа
| Рік  | Клуб               |
| ---- | ------------------ |
| 2016 | «Динамо» (Київ)    |
| 2017 | «Динамо» (Київ)    |
| 2018 | «Шахтар» (Донецьк) |
| 2019 | «Шахтар» (Донецьк) |

### Спеціальні нагороди
| Рік  | Нагороди |
| ---- | --- |
| 2016 | * збірна Кіровоградської області — за перемогу у Кубку регіонів ФФУ та вихід до фінальної частини Кубку регіонів УЄФА * турнір «Шкіряний м'яч» як наймасовіші дитячі змагання * соціальна ініціатива «Грай в гостях, грай всюди» за найкращий соціальний проект.                                                                                       |
| 2017 | * збірна України серед ветеранів * новий турнір для наймолодших — «Фестиваль чемпіонів» * змагання «EmPower Girls» за підтримку дівочого футболу, проведені спільно Дитячим фондом ООН (ЮНІСЕФ) та ФФУ |
| 2018 | Не нагороджувались |
| 2019 | * Олександру Петракову — «найкращому тренеру молодіжних команд»; * Громадській організації «Епіцентр — дітям» — "за впровадження світового проекту — відкриття першої в Україні мережі соціально-спортивних шкіл фонду «Реал Мадрид»; * Турнір «Кубок надій — майбутні чемпіонки» Асоціації жіночого футболу України — «за розвиток жіночого футболу». |
| 2020 | * «Прогрес року» — Українській асоціації електронного футболу; * «За розвиток жіночого футболу» — Наталії Зінченко; * «12-й гравець» — Сергію Мазуру та Вадиму Іващенку, представникам громадської організації «Кривбас має бути» та криворізького фан-руху.                                                                                           |

### Символічна збірна року

#### 2016
| Назва             | Клуб(и)            |
| Воротар           | Воротар            |
| ----------------- | ------------------ |
| Андрій Пятов      | «Шахтар» (Донецьк) |
| Захисники         |                    |
| Дарійо Срна       | «Шахтар» (Донецьк) |
| Ярослав Ракіцький | «Шахтар» (Донецьк) |
| Євген Хачеріді    | «Динамо» (Київ)    |
| Едуард Соболь     | «Зоря» (Луганськ)  |
| Півзахисники      |                    |
| Фред              | «Шахтар» (Донецьк) |
| Тарас Степаненко  | «Шахтар» (Донецьк) |
| Віктор Коваленко  | «Шахтар» (Донецьк) |
| Нападники         |                    |
| Андрій Ярмоленко  | «Динамо» (Київ)    |
| Марлос            | «Шахтар» (Донецьк) |
| Жуніор Мораес     | «Динамо» (Київ)    |

#### 2017[62]
| Назва             | Клуб(и)            |
| Воротар           | Воротар            |
| ----------------- | ------------------ |
| Андрій Пятов      | «Шахтар» (Донецьк) |
| Захисники         |                    |
| Богдан Бутко      | «Шахтар» (Донецьк) |
| Ярослав Ракіцький | «Шахтар» (Донецьк) |
| Євген Хачеріді    | «Динамо» (Київ)    |
| Ісмаїлі           | «Шахтар» (Донецьк) |
| Півзахисники      |                    |
| Фред              | «Шахтар» (Донецьк) |
| Тарас Степаненко  | «Шахтар» (Донецьк) |
| Сергій Сидорчук   | «Динамо» (Київ)    |
| Тайсон            | «Шахтар» (Донецьк) |
| Марлос            | «Шахтар» (Донецьк) |
| Нападники         |                    |
| Дьємерсі Мбокані  | «Динамо» (Київ)    |

#### 2018[34]
| Назва              | Клуб(и)                            |
| Воротар            | Воротар                            |
| ------------------ | ---------------------------------- |
| Андрій Пятов       | «Шахтар» (Донецьк)                 |
| Захисники          |                                    |
| Олександр Караваєв | «Зоря» (Луганськ)                  |
| Тамаш Кадар        | «Динамо» (Київ)                    |
| Микита Бурда       | «Динамо» (Київ)                    |
| Ісмаїлі            | «Шахтар» (Донецьк)                 |
| Півзахисники       |                                    |
| Тайсон             | «Шахтар» (Донецьк)                 |
| Тарас Степаненко   | «Шахтар» (Донецьк)                 |
| Беньямін Вербич    | «Динамо» (Київ)                    |
| Нападники          |                                    |
| Віктор Циганков    | «Динамо» (Київ)                    |
| Марлос             | «Шахтар» (Донецьк)                 |
| Жуніор Мораес      | «Динамо» (Київ) «Шахтар» (Донецьк) |

#### 2019[61]
| Футболіст          | Клуб(и)                           |
| Воротар            | Воротар                           |
| ------------------ | --------------------------------- |
| Андрій Пятов       | «Шахтар» (Донецьк)                |
| Захисники          |                                   |
| Олександр Караваєв | «Зоря» (Луганськ) «Динамо» (Київ) |
| Микола Матвієнко   | «Шахтар» (Донецьк)                |
| Микита Бурда       | «Динамо» (Київ)                   |
| Віталій Миколенко  | «Динамо» (Київ)                   |
| Півзахисники       |                                   |
| Марлос             | «Шахтар» (Донецьк)                |
| Тарас Степаненко   | «Шахтар» (Донецьк)                |
| Віталій Буяльський | «Динамо» (Київ)                   |
| Нападники          |                                   |
| Віктор Циганков    | «Динамо» (Київ)                   |
| Тайсон             | «Шахтар» (Донецьк)                |
| Жуніор Мораес      | «Шахтар» (Донецьк)                |

| Футболістка        | Клуб(и)            |
| Воротарка          | Воротарка          |
| ------------------ | ------------------ |
| Катерина Самсон    | «Житлобуд-2»       |
| Захисниці          |                    |
| Крістіне Алексанян | «Житлобуд-1»       |
| Анастасія Вороніна | «Єдність» (Плиски) |
| Ірина Подольська   | «Житлобуд-2»       |
| Ольга Басанська    | «Житлобуд-1»       |
| Півзахисниці       |                    |
| Оксана Білокур     | «Пантери» (Умань)  |
| Надія Куніна       | «Житлобуд-1»       |
| Юлія Шевчук        | «Житлобуд-1»       |
| Нападниці          |                    |
| Дарина Апанащенко  | «Житлобуд-1»       |
| Вікторія Гірин     | «Ладомир»          |
| Яна Калініна       | «Житлобуд-2»       |

#### 2020[14]
| Футболіст          | Клуб(и)             |
| Воротар            | Воротар             |
| ------------------ | ------------------- |
| Георгій Бущан      | «Динамо» (Київ)     |
| Захисники          |                     |
| Додо               | «Шахтар» (Донецьк)  |
| Микола Матвієнко   | «Шахтар» (Донецьк)  |
| Ілля Забарний      | «Динамо» (Київ)     |
| Віталій Миколенко  | «Динамо» (Київ)     |
| Півзахисники       |                     |
| Микола Шапаренко   | «Динамо» (Київ)     |
| Тарас Степаненко   | «Шахтар» (Донецьк)  |
| Віталій Буяльський | «Динамо» (Київ)     |
| Нападники          |                     |
| Віктор Циганков    | «Динамо» (Київ)     |
| Тайсон             | «Шахтар» (Донецьк)  |
| Шахаб Захеді       | «Олімпік» (Донецьк) |

| Футболістка         | Клуб(и)                 |
| Воротарка           | Воротарка               |
| ------------------- | ----------------------- |
| Катерина Самсон     | «Житлобуд-2»            |
| Захисниці           |                         |
| Анастасія Філенко   | «Житлобуд-2»            |
| Анастасія Вороніна  | «Житлобуд-1»            |
| Ірина Подольська    | «Житлобуд-2»            |
| Ольга Басанська     | «Житлобуд-1»            |
| Півзахисниці        |                         |
| Дарина Апанащенко   | «Житлобуд-1»            |
| Тетяна Левицька     | «Восход» (Стара Маячка) |
| Юлія Христюк        | «ЕМС-Поділля»           |
| Нападниці           |                         |
| Арістелль Йог-Етауф | «Маріуполь»             |
| Роксолана Кравчук   | «Житлобуд-2»            |
| Ольга Бойченко      | «Житлобуд-1»            |